# Tổng cục 2
Der Tổng cục 2 tình báo quân đội (kurz: TC2; Hauptabteilung 2 des militärischen Nachrichtendienstes) ist sowohl der Inlands- als auch Auslandsnachrichtendienst der vietnamesischen Regierung.
Der Tổng cục 2 ist Teil des vietnamesischen Verteidigungsministeriums und somit direkt der Kommunistischen Partei Vietnams und dem Präsidenten Vietnams unterstellt. In der heutigen Form existiert er seit 1995. Sein direkter Vorgänger wurde am 20. März 1947 gegründet. Er soll 1978 bei der Invasion Vietnams ins Demokratische Kampuchea der Roten Khmer involviert gewesen sein (siehe Kambodschanisch-Vietnamesischer Krieg).
Der Nachrichtendienst verfügt über weitgehende Befugnisse, so ist sein Tätigkeitsfeld per Gesetz auf die Bereiche Politik, Sicherheit, Verteidigung, Auslandsbeziehungen, Wirtschaft, Forschung und Technologie, Industrie und Gesellschaft ausgeweitet.

## Geschichte
- der Vorgänger des Nachrichtendienstes wurde am 25. Oktober 1945 von Đào Phúc Lộc, der unter dem Decknamen Hoàng Minh Đạo agierte, gegründet
- gemäß Artikel 10 des Erlasses Nummer 34 des Präsidenten der Demokratischen Republik Vietnam ist der Nachrichtendienst für die Aufklärung der feindlichen Truppen sowie deren militärische Lage zuständig
- im September 1946 wurde ein Ausbildungszentrum unter Führung eines unter dem Namen Lâm Sơn agierenden Japaners gegründet
- Am 20. März 1947 wurde eine nachrichtendienstliche Abteilung innerhalb des Verteidigungsministeriums eingerichtet. Diese wurde im April 1950 wieder aufgelöst
- am 15. Juni 1951 wurde ein dem Verteidigungsministerium  untergeordneter Strategischer Nachrichtendienst gegründet
- am 10. Juni 1957 wurde der  strategischer Nachrichtendienst mit der Abteilung  für militärische Information (Cục Quân báo) zur Abteilung des Nachrichtendienstes (Cục Tình báo) vereinigt
- im Jahre 1995 wurde die Abteilung des Nachrichtendienstes (Cục Tình báo) zur Hauptabteilung des Nachrichtendienstes (Tổng cục Tình báo) hochgestuft

## Organisation
Tổng cục Tình báo besteht aus folgenden Abteilungen:
- Hauptquartier
- Politische Abteilung
- Logistische Abteilung
- Technische Abteilung
- Abteilung 11
- Abteilung 12
- Abteilung 16 (Abteilung für strategische Aufklärung im Bereich des Militärs, der Politik, der Wirtschaft und der Gesellschaft)
- Abteilung 25
- Abteilung 71 (technische Aufklärung)
- Abteilung 72
- Abteilung 80

### Innere Verwaltung
- Hauptverwaltungsbüro
- Inspektionsbüro
- Finanzverwaltungsbüro
- Büro für Militärwissenschaft
- Büro für militärwissenschaftliche Informationen
- Kriminalermittlungsbüro
- Wirtschaftsbüro
- Büro 72
- Büro 73
- Büro B
- Büro C
- Büro D
- Büro E

## Entführung in Deutschland
Am 23. Juli 2017 entführte der TC2 mutmaßlich den ehemaligen vietnamesischen Manager, Politiker und Asylbewerber Trịnh Xuân Thanh in Berlin. Er und eine weitere Person wurden im Tiergarten entführt und nach Vietnam verschleppt. „Ein derartiger Vorgang hat das Potenzial, die Beziehungen zwischen Deutschland und der Volksrepublik [sic!] Vietnam massiv negativ zu beeinflussen“, sagte der damalige Sprecher des Auswärtigen Amtes, Martin Schäfer nach dem Fall. Das Auswärtige Amt bestellte als Reaktion den vietnamesischen Botschafter zu einem Krisengespräch ein und erklärte den Vertreter des vietnamesischen Geheimdienstes an der Botschaft in Berlin zu einer Persona non grata, der somit Deutschland innerhalb von 48 Stunden verlassen musste. Die Bundesregierung verlangte, dass der Entführte „unverzüglich“ nach Deutschland zurückreisen könne.
Nach vietnamesischer Version hatte sich Thanh an dem Entführungstag selbst der vietnamesischen Polizei gestellt.